# Trnova (Oštra Luka)
Trnova (szerbül: Трнова) falu Bosznia-Hercegovinában, a Szerb Köztársaságban, Oštra Luka községben. Trnova településnek a Szerb Köztársaság terülétéhez került, kisebbik része.

## Fekvése
Bosznia-Hercegovina északnyugati részén, Banja Lukától légvonalban 42, közúton 77 km-re nyugatra, Prijedortól légvonalban 21, közúton 28 km-re délnyugatra, községközpontjától  5 km-re délre fekvő sík területen, a Szana-folyó jobb partján, a Pilješka-patak torkolatánál fekszik. A falu a következő részekből áll: Donja Trnova (a központ, ahol a mecset található), Lugovi vagy Gornja Trnova (ez volt a régi falu, mely a háborúban teljesen elpusztult és ma szinte lakatlan, területe jobbára erdő) és Vis (itt cigányházak álltak)

## Népessége
| Nemzetiségi csoport | Népesség 1991 | Népesség 2013 |
| ------------------- | ------------- | ------------- |
| Szerb               | 15            | 0             |
| Bosnyák             | 415           | 0             |
| Horvát              | 46            | 0             |
| Jugoszláv           | 2             | 0             |
| Egyéb               | 11            | 0             |
| Összesen            | 489           | 0             |

## Története
Trnovát az ókorban római útiállomásként tartották számon, bár jelenleg nincsenek római régészeti lelőhelyek, de a Szana jobb partján egy kiemelkedő magaslaton a falunak van egy ókori (késő bronz- és/vagy vaskorszak) lelőhelye, amely egy ókori illír erőd volt, és amely a Szana folyó körüli síkságot uralta. Jóval később a törököknek is volt erődje ezen a helyen. Valószínűleg a terep további kutatásával római lelőhelyre is bukkannának. Később az oszmánoknak erődje volt ezen a helyen. Ivan Jukić szerzetes 1843-ban írt útleírásaiban Trnovát, Niže Brdarah néven említi, ahol egy új hídon át kelhetünk át a Szanán. Ennek a hídnak a létét, mely a mai Podlug és Trnova között ívelt át a Szanán más forrás is megerősíti. A kémkedés céljából Boszniába küldött Božić bródi altiszt is leírja, hogy valószínűleg ez az a régi híd, amely már a 18. században is állt, de tönkrement és megsemmisült, és amely helyett a Stari Majdan-i kapitány ugyanott egy újat építtetett. Ezen a hídon át ment a forgalom Stari Majdanról Banja Luka felé. A falunak 1879-ben 373 lakosa volt, melyből 293 muzulmán és 80 római katolikus volt. Ennek megfelelően Trnova két részre, Trnova Katolička és Trnova Turska részekre oszlott. A muzulmánok a sasinai gyülekezethez tartoztak. 1910-ben Trnovának már 615 lakosa volt. 1941-ben azok közé a falvak közé tartozott, ahol muzulmánok, katolikusok és ortodoxok együtt éltek.
A boszniai háború alatt 1992. május 28-án kezdődött meg a szerb erők támadása Trnova ellen, amely a helyi nemszerb lakosok meggyilkolásával, tömeges kiűzésével és a porig égett falu teljes megsemmisítésével végződött. Az első szerb erők által megtámadott civil lakos Mesud Suda Begić volt, akit az erdőbe hajszoltak és ott megölték. Ezt követően Trnova lakosait a helyi iskola elé terelték, ahol különválasztották a férfiakat a nőktől és a gyerekektől. A férfiakat ezután a keratermi, manjačai és betonirkai fogolytáborokba szállították, a többi helyi lakost pedig kiűzték a faluból. 1992. július 26. és 27. közötti éjszakán megkezdődött a falu ágyúzása. A falu területét a háború alatt aláaknázták.
1992. október 9. és 10. között Senad Šupuk házát, amely a falu bejáratánál található, fogolytábornak használták. 1995. október 9-én Željko Ražnatović félkatonai egységének tagjai Sanski Most és Ključ környékéről hoztak ide egy 13 fős bosnyák csoportot, akiket korábban a szerb hatóságok kényszermunkára alkalmaztak. Az éjszaka folyamán ennek a félkatonai egységnek a tagjai fizikai bántalmazás és verés után több fogvatartott táborlakót lemészároltak, a tábor többi rabját pedig agyonlőtték. Két súlyosan megsebesült fogvatartott azonban életben maradt. Egyikük Safet Kurbegović, aki három lövést is túlélt, és összesen több mint 30 lövést számolt össze. 1995. október 13-án, e területek felszabadítása során a bosznia-hercegovinai hadsereg tagjai megtalálták a további 11 meggyilkolt fogoly holttestét.
A boszniai háborút lezáró daytoni békeszerződés rendelkezése alapján az ország területét felosztották a Bosznia-hercegovinai Föderáció és a boszniai Szerb Köztársaság között. A békeszerződés utáni területmegosztási megállapodás értelmében a háború előtti település egy parányi, 0,96 km2 területű, lakatlan része a Boszniai Szerb Köztársasághoz és Oštra Luka községhez került, míg a település területének zöme, 14,31 km2 területtel a Bosznia-hercegovinai Föderáció Una-Szanai kantonjában levő Sanski Most község területénél maradt.

## Nevezetességei
- Gradina – illír erődítmény maradványa a Szana jobb partján egy 275 méteres magaslaton. A helyén épített török vár maradványaival. Az ellipszis alaprajzú plató méretei 80x45 méter. A platót a könnyebben megközelíthető oldalán félköríves falak védték. Korát a késő bronzkorban és a vaskorban határozták meg.[12]